# Irské republikánské bratrstvo

Vlajka Irského republikánského bratrstva

Irské republikánské bratrstvo (anglicky Irish Republican Brotherhood, irsky Bráithreachas Phoblacht na hÉireann, zkr. IRB) byla tajná bratrská organizace oddaná vytvoření „nezávislé demokratické republiky“ v Irsku působící v letech 1858 až 1924. Její protějšek v USA byl organizován Johnem O'Mahonyhem a stal se známý jako feniáni (později Clan na Gael). IRB hrálo důležitou roli v dějinách Irska jako hlavní obhájce republikanismu v průběhu kampaně za nezávislost Irska od Velké Británie a jako nástupce hnutí jako Spojení Irové z 90. let 18. století a Mladí Irové ze 40. let 19. století.
IRB předložilo návrh Velikonočního povstání v roce 1916, které vedlo k založení Dáil Éireann v roce 1919. Potlačení funkce Dáil Éireann vedlo k Irské válce za nezávislost a podepsání anglo-irské dohody v roce 1921 (za účasti Michaela Collinse) a v konečném důsledku vedlo k vytvoření Irského svobodného státu, ale bez 6 hrabství Severního Irska.